# Declaração de Leipzig
A Declaração de Leipzig ou de Lípsia, datada de 1995 e atualizada em 1997, traz os aspectos negativos da política de imposição de cotas e taxas aos países industrializados, do Protocolo de Quioto, sugerindo que, queda de consumo de energia gera queda do crescimento econômico. Alerta que a política ambiental da Convenção-Quadro das Nações Unidas sobre a Mudança do Clima é baseada em teorias científicas precipitadas e modelos computacionais imperfeitos, carentes de bases sólidas para caracterizar uma catástrofe global devido à mudança climática. 
O documento foi alegadamente corroborado por conceituados meteorologistas, professores, geofísicos e cientistas, entre outros, e busca mais assinaturas de profissionais do ramo. No entanto, mais tarde ele foi denunciado como fraudulento, assinado por vários "climatologistas" (25 de um total de 126 nomes) que eram simples repórteres apresentadores do tempo na TV e não verdadeiros cientistas. Outros supostos assinantes (12) negaram ter assinado a lista e mais alguns sequer haviam ouvido falar dela; outros confirmaram a assinatura, mas suas especialidades eram distantes da ciência do clima, como a odontologia e a engenharia civil, e outros foram denunciados por terem sido financiados por grandes corporações comerciais notórias por fazerem lobby contra o ambientalismo.